# Magenta (Algorithmus)
Magenta ist die Bezeichnung für einen symmetrischen Algorithmus zur Verschlüsselung, der von der Deutschen Telekom zwischen 1990 und 1998 entwickelt wurde. Der Algorithmus wurde beim AES-Wettbewerb zur Auswahl eines DES-Nachfolgers eingereicht, schied jedoch in der ersten Runde aus.
Der Name Magenta steht als Akronym für „Multifunctional Algorithm for General-purpose Encryption and Network Telecommunication Applications“ (übersetzt: multifunktionaler Algorithmus für allgemeine Verschlüsselung und Netzwerkkommunikationsanwendungen). Gleichzeitig ist der Name eine Reverenz an das Corporate Design der Deutschen Telekom, das die Farbe Magenta umfassend einsetzt.

## Entwicklung
Die Entwicklung von Magenta begann 1990 durch Klaus Huber. Im Jahr 1994 wurde eine Sicherheitsanalyse durch die Firma SIT durchgeführt. Die Analyse fand einen Angriffsvektor, woraufhin der Algorithmus geringfügig angepasst wurde.
Magenta wurde innerhalb der Deutschen Telekom zur Verschlüsselung von sensiblen Daten eingesetzt. Pläne zur Entwicklung eines Kryptoprozessors wurden nicht realisiert.

## Algorithmus
Magenta ist eine Feistelchiffre mit 128 Bit Blocklänge. Als Schlüssellängen werden 128, 192 und 256 Bit unterstützt. Abhängig von der Schlüssellänge wird die Feistelchiffre sechs oder acht Runden angewandt. Der Algorithmus verwendet diskrete Exponentation zur Konfusion und schnelle Fourier-Transformation zur Diffusion.

## Kryptoanalyse
Die Teilnehmer der ersten AES-Konferenz fanden bereits während der Präsentation des Algorithmus theoretische Angriffsmöglichkeiten. Eli Biham präsentierte später einen Chosen-Plaintext-Angriff und einen Known-Plaintext-Angriff, wodurch der Algorithmus gebrochen war. Magenta schied in der ersten Runde des AES-Wettbewerbs aus.